# اتحاد جزر العذراء البريطانية لكرة القدم
تأسس اتحاد الجز العذراء البريطانية لكرة القدم في عام 1974م وانضم إلى الإتحاد الدولي لكرة القدم في 1996م وإنضم إلى اتحاد أمريكا الشمالية لكرة القدم في 1996م.

## روابط إضافية
- Official website
- British Virgin Islands at the FIFA website.